# AH-64 아파치
AH-64 아파치(AH-64 Apache)는 미국 육군의 주력 공격형 헬기이다. 앞에 장착된 센서는 목표물을 획득하고 야간 시야를 제공하는 데 도움을 준다. 그것은 전방 동체 아래에 30mm (1.18인치) M230 체인 건과 무장 및 저장을 위한 스터브 윙 파일론에 4개의 하드 포인트(일반적으로 AGM-114 헬파이어 미사일과 히드라 70 로켓 포드)를 가지고 있다. 이중 시스템은 전투 피해에서 살아남도록 돕는다. 이름인 아파치는 북미 원주민 부족인 아파치족에서 따왔다.
보잉 디펜스, 스페이스 앤 시큐리티에서 생산을 계속해오고 있으며, 2020년 현재 2,400대 이상의 AH-64가 생산되었다.

## 개발

### 신형 공격헬기
1972년 AH-56 샤이엔 개발계획이 취소된 이후, A-10 썬더볼트나 해리어기와 같은 미 공군 및 미 해병대 프로젝트처럼 미국 육군은 지상 통제하에서 장갑차나 탱크 등 장갑차량을 공격하기 위한 항공기를 원했다. 1948년 Key West협정은 육군이 전투용 고정익 항공기를 소유하는 것을 금지했다. 육군은 화력, 성능, 그리고 사거리 면에서 AH-1 코브라보다 더 나은 항공기를 원했다. 그것은 NoE 비행 이후 지형에 대한 기동성을 갖게 될 것dl다. 이를 위해, 미국 육군은 1972년 11월 15일 첨단 공격 헬리콥터 프로그램을 위한 제안요청서 (RFP)를 발표했다. 이 프로젝트의 중요성의 표시로, 1973년 9월 육군은 AAH를 포함한 다섯 개의 가장 중요한 프로젝트를 "빅 파이브"로 지정했다.
제안서는 Bell, Boeing Vertol/Grumman 팀, Hughes, Lockheed, 그리고 Sikorsky에 의해 제출되었다. 1973년 7월, 미국 국방부는 결승전에 진출한 Bell and Hughes Aircraft의 Toolco Aircraft Division (후에 Hughes Helicopters)을 선정했다. 이것은 대회의 1단계를 시작했다. 각 회사는 시제품 헬리콥터를 제작하고 비행 테스트 프로그램을 거쳤다. 휴즈의 모델 77/YAH-64A 시제품은 1975년 9월 30일에 처음 비행한 반면, 벨의 모델 409/YAH-63A 시제품은 1975년 10월 1일에 처음 비행했다. 테스트 결과를 평가한 후 육군은 1976년 벨의 YAH-63A보다 휴즈의 YAH-64A를 선택했다. YAH-64A를 선택한 이유로는 손상에 강한 4개의 블레이드 메인 로터와 YAH-63의 세발자전거 랜딩 기어 배열의 불안정성이 있었다.
그 후 AH-64A는 AAH 프로그램의 2단계에 진입하여 3대의 사전 제작 AH-64A 비행 프로토타입과 지상 시험 장치가 동일한 표준으로 업그레이드되었다. 이 기간 동안 레이저 유도 AGM-114 헬파이어 미사일을 포함하여 무기와 센서 시스템이 통합되고 테스트되었다. 헬파이어 미사일은 헬리콥터 플랫폼을 효과적인 대전차 미사일로 무장하기 위해 1974년에 개발이 시작되었다.

### 양산단계
1981년 3대의 사전 생산 AH-64A가 2차 작전 테스트를 위해 미 육군에 넘겨졌다. 육군 테스트는 성공적이었지만, 이후 1,690 shp (1,260 kW) 등급의 더 강력한 T700-GE-701 버전의 엔진으로 업그레이드하기로 결정되었다. AH-64는 북미 원주민 부족의 이름을 따서 육군 헬리콥터의 이름을 짓는 전통을 따라 아파치 부족의 이름을 따서 1981년 말 아파치로 명명되었다. 1982년에 본격적인 생산이 승인되었다. 1983년 최초의 생산 헬리콥터가 애리조나주 메사에 있는 휴즈 헬리콥터의 시설에서 출시되었다. 휴즈 헬리콥터는 1984년 맥도넬 더글러스가 4억 7천만 달러(2023년 13억 7천 8백만 달러에 해당)에 구입했다. 이 헬리콥터 부대는 이후 1997년 8월 보잉과 맥도넬 더글러스가 합병하면서 보잉의 일부가 되었다. 1986년 AH-64A의 증분 또는 비행 비용은 총 비용을 기준으로 700만 달러였고 평균 비행 비용은 약 1,390만 달러였다.
1985년 감사관실의 국방부 공학 분석에 따르면, 중대한 설계상의 결함은 여전히 시공업체가 해결해야 할 사항이라고 한다. 육군 프로젝트 매니저 윌리엄 H. 포스터 대령은 101개의 조치 항목 목록을 발표했다. 1986년, 알코아 복합구조과가 강도를 최대화하고 무게를 최소화하기 위해 강철과 복합재료를 접착제로 만든 각각 22피트 길이의 메인 로터 블레이드 4개가 이 목록에 추가되었다. 강철-복합 로터는 1500 비행 시간의 수명 동안 육군 규격을 충족할 수 없었고, 단지 146시간 만에 교체가 필요했다. 설계를 여섯 번 변경한 후, 로터 블레이드 수명은 1991년 초까지 1400 시간으로 연장되었다.

## 기능
미국 육군에서 사용 중인 주요 모델은 AH-64A 아파치와 AH-64D 롱보우 아파치이다. AH-64B는 해병대용으로 계획되었으나, 실제 개발되지는 않았다. AH-64D 모델 개발을 시작할 때에, 레이다가 없는 버전을 AH-64C로 정했었다. 그러나 두 기종의 차이가 로터 위의 레이다 존재 여부뿐이었고, 그것조차 레이다는 탈착하여 다른 헬기에 붙이는게 가능했기 때문에 AH-64C는 양산에 이르지 못했다. 현재 미국은 AH-64A와 AH-64D를 함께 편대 구성하여 운용하고 있다.
강화형인 아파치 가디언을 제외한 다른 모델들은 AH-64A 아파치와 AH-64D 롱보우 아파치의 수출용 버전이다.
웨스트랜드 WAH-64는 영국이 보잉에서 부품을 구매하여 조립/제작한 AH-64D에 몇 가지 개선을 가한 것이다.

### 무인기
한국이 수입한 AH-64E 아파치 가디언 1대는 AH-6U 무인기 3대를 조종할 수 있다. AH-6U 무인기는 한국 육군이 300대를 사용중인 500MD를 무인기로 개조한 것이다.
AH-6U 무인기의 초기 테스트에서, 아파치가 지상에 있는 동안 AH-6U 무인기는 몇 마일 위로 체공하면서, 아파치 부조종사가 헬파이어 미사일을 발사했다. 두 항공기가 장착하고 있는 전술적 공통 데이터 링크 장비는 L-3 정보통신 기술로 제조 되었다. 2006년 6월 30일, 미군의 유마 성능 시험장에서 처음으로 무인 모드로 비행하였다. 비행은 20분의 예정된 시간동안 기지 주변에서 무장 지능, 감시 및 정찰 임무를 테스트하였다.
대한항공에서도 독자적으로 500MD 무인기 개조를 연구 중이다.

## 제원 (AH-64A/D)
일반 제원

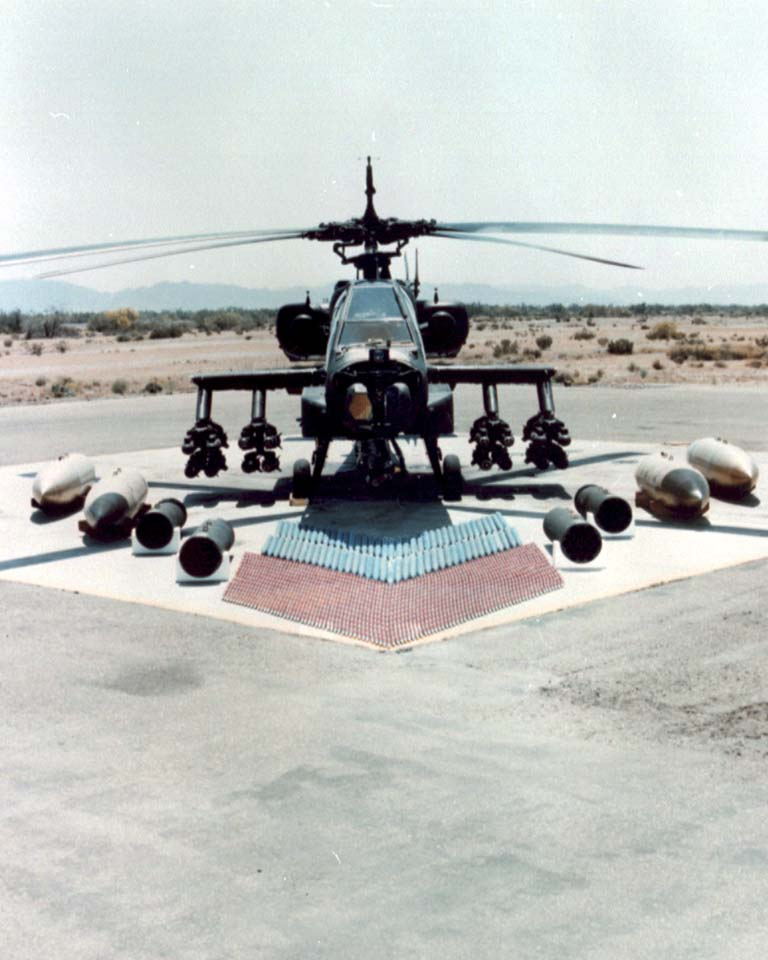
AH-64 아파치에 장착 가능한 무기들

- 승무원: 2명 (1명은 조종사, 1명은 부조종사 겸 무기관제사)
- 폭: 14.63 m
- 높이: 3.87 m
- 순기체중량: 5,165 kg
- 유효탑재량: 8,000 kg
- 최대이륙중량: A형 - 9,525 kg, D형 - 10,432 kg
- 엔진:
  - AH-64A: 2 x 제네럴 일렉트릭 T700-GE-701 터보샤프트, 1,690 shp (1,260 kW)
  - AH-64D: 2 x 제네럴 일렉트릭 T700-GE-701C 터보샤프트, 1,890 shp (1,409 kW)
  - AH-64E: 2 x 제네럴 일렉트릭 T700-GE-701D 터보샤프트, 2,000 shp

성능
- 최고속도: 279km
- 초과금지속도(기체 한계속도): 365 km/h
- 순항속도: 265 km
- 전투행동반경: 480 km
- 최고상승고도: 6,400 m
- 분당상승률: 12.7 m/s
- 중량대비출력: 310 W/kg

무장
- 기관포: 30 mm M230 체인건 기관포 1문 (최대 1,200발)
- 미사일: 보통 아래의 무장들을 혼합해서 장착한다. 단, 헬파이어와 로켓의 최대 무장 탑재량은 한종류에 한해서이다. 헬파이어 미사일을 16발 탑재하면 70mm 로켓은 탑재할 수 없다.
  - AGM-114 헬파이어 (최대 16발)
  - AIM-92 스팅어 (최대 4발)
  - AIM-9 사이드와인더 (최대 2발)
  - 히드라 70mm 로켓 (최대 76발)

## 파생형

### AH-64D
AH-64D 아파치 롱보우는 향상된 센서와 무장을 갖추었다. A형과 비교해서 핵심 사항은 주회전날개 위에 부착된 돔형의 AN/APG-78 레이다로서, 이 레이다는 밀리미터파를 사용하는 화력통제레이다(FCR: Fire Control Radar)이다. A형은 1690마력 T700-GE-701 엔진 2기인데, D형은 1890마력 T700-GE-701C 엔진 2기를 사용한다. 주회전날개 위에 부착된 레이돔은 헬기의 가장 높은 부분에 위치하여, AH-64D가 언덕, 나무, 빌딩 등에 동체를 가린 채, 위의 레이돔만 노출하여 목표물을 탐지하고 미사일 조준을 할 수 있다. 데이터 송수신 기능이 향상되어, 다른 AH-64D와 목표물 데이터를 공유할 수 있다. 따라서 가시거리에 있지 않은 목표물도 후방의 AH-64D가 전방의 AH-64D의 목표물 데이터를 공유함으로써 확인할 수 있다. 이러한 방식으로, 아파치 편대는 다수의 목표물들을 단지 레이돔만 노출한 채로 포착할 수 있다.

### AH-64E
AH-64E 아파치 가디언은 2000마력 T700-GE-701D 엔진을 장착했다. 전자 장비류의 전반적인 향상, 개량형 롱보우 밀리파 레이다를 장비한다. 전자장비의 향상으로 롱보우 레이다의 처리효율이 더욱 증대되었다. 또한 신소재의 활용으로 장갑방어력이 D형에 비해 15%향상되었다. 단순한 장갑방어력뿐만 아니라 골조설계의 강화로 인해 기체의 무장력과 내구력, 비행성능이 대폭 상승하였다. 가장 큰 특징은 공격적인 무인기의 운용성능이다. 장거리 미사일인 JCM을 장착했다. 한국 육군은 MD 500 디펜더 300대를 사용중인데, 보잉은 MD 500을 무인기로 개조하여 AH-6U UAV를 만들었다. 3대의 AH-6U UAV를 조종할 수 있다. AH-6U UAV가 장착할 수 있는 헬파이어 4발*3대=12발만큼의 화력을 더 확보한다. C, D, L, Ku 밴드 주파수를 사용하는 육군의 모든 UAV와 송수신을 할 수 있으며 영상을 수신할 수 있다. 미군과 보잉은 이 기체가 RAH-66에 비해 스텔스 능력을 제외한 모든 면을 압도했다고 공식발표했다. F형의 제작취소로 인해 사실상 마지막 아파치이자 아파치의 완성형으로써 평가받는다.

## 가격
AH-64A의 가격은 대당 약 1,450만 달러이다. 2003년 9월, 이미 AH-64A+ 20대를 사용 중인 그리스는 12대의 AH-64D를 6억 7,500만 달러에 주문했다. 무장과 지원을 포함한 가격으로 환산하면 AH-64D의 단가는 5,625만 달러이다.

## 사용 국가
현재 아파치의 사용국가는 다음과 같다:
- 미국 - AH-64A/D/E 800대
- 대한민국 - AH-64E 아파치 가디언 36대(최소 36대 추가 도입 검토 중)
- 그리스 - AH-64A 20대 / AH-64D 12대
- 일본 - AH-64DJ 12대(1대 사고로 손실)[5]
- 이집트 - AH-64D 35대
- 아랍에미리트 - AH-64D 30대
- 사우디아라비아 - AH-64A/D 12대
- 이스라엘 - AH-64A/D 45대
- 영국 - 웨스트랜드 WAH-64 아파치 50대
- 네덜란드 - AH-64DN 29대
- 대만 - AH-64E 29대(1대 사고로 손실)
- 싱가포르 - AH-64D 19대

## 운영현황

### 미국
아파치는 1989년 파나마 침공 당시 대의 명분 작전에서 처음으로 전투에 투입되었다. AH-64와 AH-64D는 걸프전, 아프가니스탄의 항구적 자유 작전, 이라크에서의 이라크의 자유 작전을 포함한 중동에서의 여러 전쟁에서 중요한 역할을 하였다.

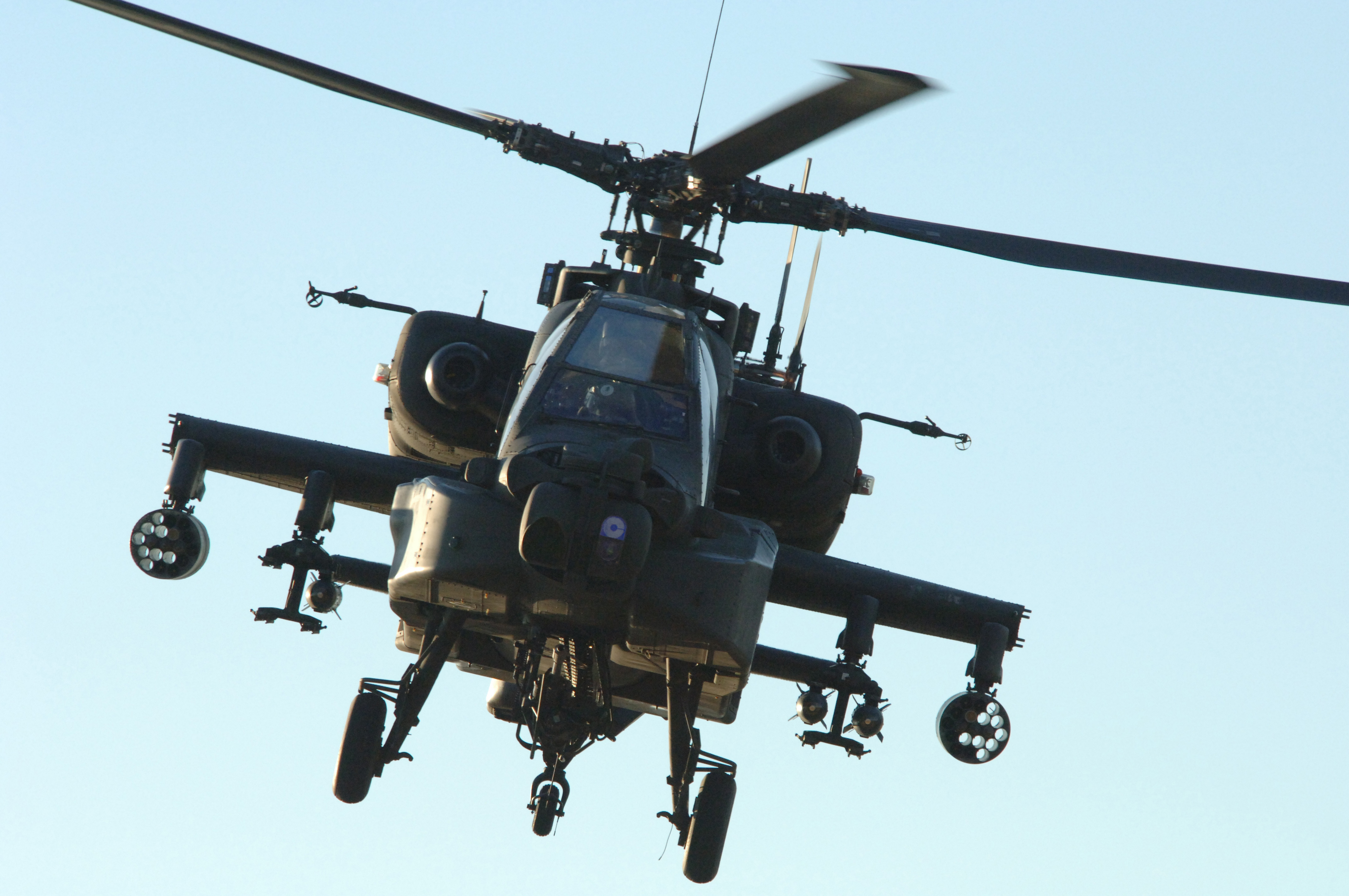
2006년 2월 24일, 미국 육군의 AH-64가 이라크 레마겐(Remagen)에서 화력 지원을 하고 있다.

수백대의 기갑 전투 차량을 파괴하면서 아파치는 매우 뛰어난 전차 사냥꾼임을 입증했다.

### 아랍에미리트
아랍에미리트는 1991년에서 1994년 사이에 30대의 AH-64A를 구매하였고, 2008년부터 AH-64D 사양으로 업그레이드하기 시작했다. 2016년 12월, 미국 국무부는 37대의 AH-64E 판매 제안을 승인하였고, 의회는 이를 통보하였는데, 이는 28대의 재제작된 헬리콥터와 9대의 신형 헬리콥터로 구성되었다.
UAE AH-64는 2017년 10월 17일에 분실된 것으로 알려졌으며, 2019년에 미국에 의해 대체품이 승인되었다.

### 영국
영국은 현재 AH-64D 블록 I 아파치 롱보우의 수정된 버전을 운영하고 있으며, 처음에는 웨스트랜드 WAH-64 아파치라고 불렸으며, 영국 육군에 의해 아파치 AH1로 지정되었다. 웨스트랜드는 1995년 영국 육군의 새로운 공격 헬리콥터를 위해 유로콥터 타이거와 아파치 사이의 경쟁에 이어 보잉사의 라이선스로 67대의 WAH-64 아파치를 제작했다. 아구스타 웨스트랜드가 미국 아파치 변형 모델에서 중요한 방향을 틀었던 것은 더 강력한 롤스로이스 엔진으로 바꾸는 것과 해군 함정에 사용하기 위한 접이식 블레이드 어셈블리의 추가를 포함한다.

### 대한민국
2013년 현재 대한민국 국방부는 AH-X 프로젝트를 통해 벨사의 AH-1Z 바이퍼, 터키의 T-129 망구스타와 함께 대결을 펼쳤는데 AH-64E 공격헬기가 결정됐으며, 총 36대를 도입한다.
2016년 5월 27일, 방위사업청은 AH-64E 아파치 가디언 4대를 최초로 육군에 인도했다고 밝혔다. 총사업비 1조 8,400억 원을 투입해 36대를 도입할 계획이며, 2017년 초까지 모두 육군에 인도될 예정이다. 추가로 40여대 도입을 검토 중에 있다.
2017년 1월 27일 AH-64E 아파치 가디언 36대가 육군에 작전배치 완료됐다.
AH-64E 아파치 가디언은 UAV (그레이이글, 또는 쉐도우)를 통제(MUMT, Man UnManned Team)할 수 있다. 그러나, 한국은 LAH 사업으로 소형무장헬기를 200여대 생산할 계획이며, 아직 UAV를 미국에서 대량 수입할 것이라는 보도는 없다. 2018년 3월 대한항공이 AH-6U UAV를 독자적으로 개발중이라는 보도가 있었다.
2016년부터 수명이 종료되는 시기까지는 미국에서 직수입한 헬파이어 미사일을 사용할 것이며, 수명이 끝난 후에는 국산 천검 미사일을 장착할 수 있는지 검토할 것으로 보인다.

### 그외 국가
싱가포르는 1999년과 2001년 두 차례에 걸쳐 총 41대의 AH-64D를 획득했다. 파키스탄의 경우, 대테러작전을 위해 6대의 롱보우를 구입하려고 한다. 비공식적인 소식통에 따르면 파키스탄 육군은 최대 30대의 롱보우를 2010년까지 획득하려 한다.

## 완구화
- 대한민국의 기업 옥스포드에서 코브라 전투단의 제품으로 출시한 적 있었다.

## 등장하는 작품들
- 니콜라스 케이지, 토미 리 존스, 숀 영 출연의 Fire Birds (아파치) (Wings of the Apache)
- 미국영화 트랜스포머: 사라진 시대에서 그림록을 사격하는 헬기로 나온다.
- 한국영화 "디워"와 미국영화 "고질라"에서 미 육군의 AH-64 편대가 도심 속에서 괴수를 추격하다 역습을 받아 괴멸당하는 장면이 나온다.
- 애니메이션 : <명탐정 코난 : 칠흑의 추적자> 검은 조직이 마지막 부분에서 탄 헬리콥터. M230 체인건으로 코난을 공격하는 장면이 나온다.
- 게임 : <제인 AH-64D 롱보우>와 제인 <AH-64D 롱보우2>, <건쉽>, <건쉽2000>,(워록),<프로토타입1>,<에이스 컴뱃>

## 같이 보기
파생형
- 웨스트랜드 WAH-64 아파치

유사 항공기
- 아구스타 A129 망구스타 ( 이탈리아)
- 유로콥터 타이거 ( 독일,  프랑스)
- 밀 Mi-28 ( 러시아)
- WZ-10 ( 중국)
- 루이발크 ( 남아프리카 공화국)

개발 순서
YUH-61 – XCH-62 – YAH-63 – AH-64 – HH-65 – RAH-66 – TH-67
관련 목록
- 공격기 목록
- 헬기 목록
- 미국의 군용기 목록

관련 항목
- 미국 육군 항공미사일 사령부
- 대외군사판매(FMS)